# Lamborghini Gallardo Spyder
De Lamborghini Gallardo Spyder is een cabriovariant van de Lamborghini Gallardo die twee jaar na de introductie van de Lamborghini Gallardo werd uitgebracht. De auto was voor het eerst te zien op de Greater Los Angeles Auto Show 2006. De auto heeft een stoffen kap die volledig elektrisch opent en sluit.

## Specificaties
- Prijs: va € 243.658,- (2008)
- Carrosserievorm: 2-deurscabriolet
- Aantal cilinders: 10
- Cilinderinhoud: 4961 cc
- Kleppen per cilinder: 4
- Maximaal vermogen: 520 pk / 382 kW
- Maximaal koppel: 510 Nm
- Turbo: Nee
- Topsnelheid: 319 km/h
- Brandstof: benzine
- Inhoud brandstoftank: 90 liter
- Versnellingsbak: 6
- Aandrijving: 4x4 wielen
- Lengte: 4300 mm
- Breedte: 1900 mm
- Hoogte: 1184 mm
- Massa leeg: 1570 kg
- Wielbasis: 2560 mm
- Draaicirkel: 11,5 m

Huidige modellen:
Huracán ·
Aventador ·
Urus
Uitvoeringen Lamborghini Gallardo:
Coupé ·
SE ·
Spyder ·
Superleggera ·
LP560-4 ·
LP560-4 Spyder ·
LP550-2 Valentino Balboni ·
LP570-4 Superleggera
Uitvoeringen Lamborghini Murciélago:
Coupé ·
Roadster ·
40th Anniversary ·
LP640 ·
LP640 Roadster ·
LP650-4 Roadster ·
LP670-4 SV ·
Reventón ·
Reventón Roadster
Oudere modellen:
350 GT · 
400 GT · 
Miura · 
Espada · 
Flying Star II · 
Islero · 
Jarama · 
Urraco · 
Countach · 
Silhouette · 
Jalpa · 
LM002 · 
Diablo · 
Murciélago ·
Gallardo
Concepten:
Alar ·
Asterion ·
Athon ·
Estoque ·
Sesto Elemento ·
Portofino